# Hochschule für Wirtschaft und Gesellschaft Ludwigshafen
Die Hochschule für Wirtschaft und Gesellschaft Ludwigshafen ist eine Fachhochschule des Landes Rheinland-Pfalz, die im Süden des Bundeslandes in der europäischen Metropolregion Rhein-Neckar liegt. Sie hat rund 4.500 Studierende in Bachelor- und Masterstudiengängen aus den Bereichen Wirtschaftswissenschaften, Sozial- und Gesundheitswesen. Derzeit werden mehr als 40 Studiengänge in Vollzeit, berufsbegleitend, dual oder als Fernstudium angeboten. An ihrer Hochschule schätzen die Studierenden der HWG LU neben den kleinen Lerngruppen und der familiären Atmosphäre den hohen Praxisbezug sowie die ausgeprägte Vernetzung der Hochschule – innerhalb der wirtschaftsstarken Metropolregion Rhein-Neckar, aber auch im internationalen Verbund mit mehr als 150 Partnerhochschulen weltweit.

## Geschichte
Die Hochschule für Wirtschaft und Gesellschaft Ludwigshafen wurde 1965 als Staatliche Höhere Wirtschaftsfachschule Ludwigshafen gegründet, die 1971 als Abteilung Ludwigshafen Teil der Fachhochschule Rheinland-Pfalz wurde. 1976 kam es zur Vereinigung mit der Abteilung Worms, die bis 1991 andauerte. Die Fachhochschule Ludwigshafen wurde 1996 eigenständig. 2004 erfolgte die Umstellung auf Bachelor- und Master-Studiengänge.
Die Evangelische Fachhochschule Ludwigshafen wurde im Jahr 1948 als Evangelische Schule für kirchlichen und sozialen Dienst gegründet, 1964 in das Seminar für Sozialberufe – Höhere Fachschule für Sozialarbeit umgewandelt und war seit 1971 Fachhochschule. Die Evangelische Kirche zog sich im Jahr 2007 aus finanziellen Gründen aus der Trägerschaft der Evangelischen Fachhochschule zurück.
Im Jahr 2008 fusionierten die beiden Ludwigshafener Hochschulen zur neuen Fachhochschule Ludwigshafen am Rhein, die nun die Schwerpunkte Betriebswirtschaftslehre sowie Sozial- und Gesundheitswesen abdeckt.
Zum Jahr 2012 trägt die Hochschule mit der offiziellen Umbenennung in Hochschule Ludwigshafen am Rhein der Fusion aus dem Jahre 2008, die das Portfolio erweitert, der gesteigerten Forschungsaktivität sowie der gesellschaftlichen Stellung des Typus Fachhochschule Rechnung. Sie besitzt allerdings nach wie vor den Status einer Fachhochschule.
Eine deutlichere Betonung der Schwerpunkte der Hochschule soll durch die zum 1. Januar 2019 erfolgte formale Umbenennung von Hochschule Ludwigshafen am Rhein in Hochschule für Wirtschaft und Gesellschaft Ludwigshafen zum Tragen kommen. Die Umbenennung wurde am 25. September 2018 im Rahmen der 10-Jahres-Feier der Fusion zwischen Evangelischer Fachhochschule Ludwigshafen und Fachhochschule Ludwigshafen bekannt gegeben.
Einen weiteren Meilenstein stellte zum Sommersemester 2024 die Eröffnung des Neubaus und die damit verbundene Vereinigung (fast) aller Bereiche der Hochschule auf einem zentralen Campus da. Hochschulpräsident Prof. Gunter Piller führte dazu aus: „Der Neubau ist ein gewaltiger Schritt für die Hochschule [...]. Das Gebäude und die damit einhergehende Umgestaltung des Geländes zu einem zentralen Wissenschaftsquartier bringen uns nicht nur Synergieeffekte im Bereich von Verwaltung, Lehre und Forschung, sondern erlauben uns auch, die bislang im Stadtgebiet verstreuten Hochschuleinrichtungen weitgehend an einem Ort zusammenzuführen. Endlich haben wir einen Campus im eigentlichen Sinn, einen Campus als sozialen Ort mit hoher Aufenthaltsqualität für alle Aktivitäten des studentischen Lebens, mit Raum für interdisziplinäre Zusammentreffen, spontane Kommunikation oder der Verbindung von Arbeit, Studium und Erholungspausen.“

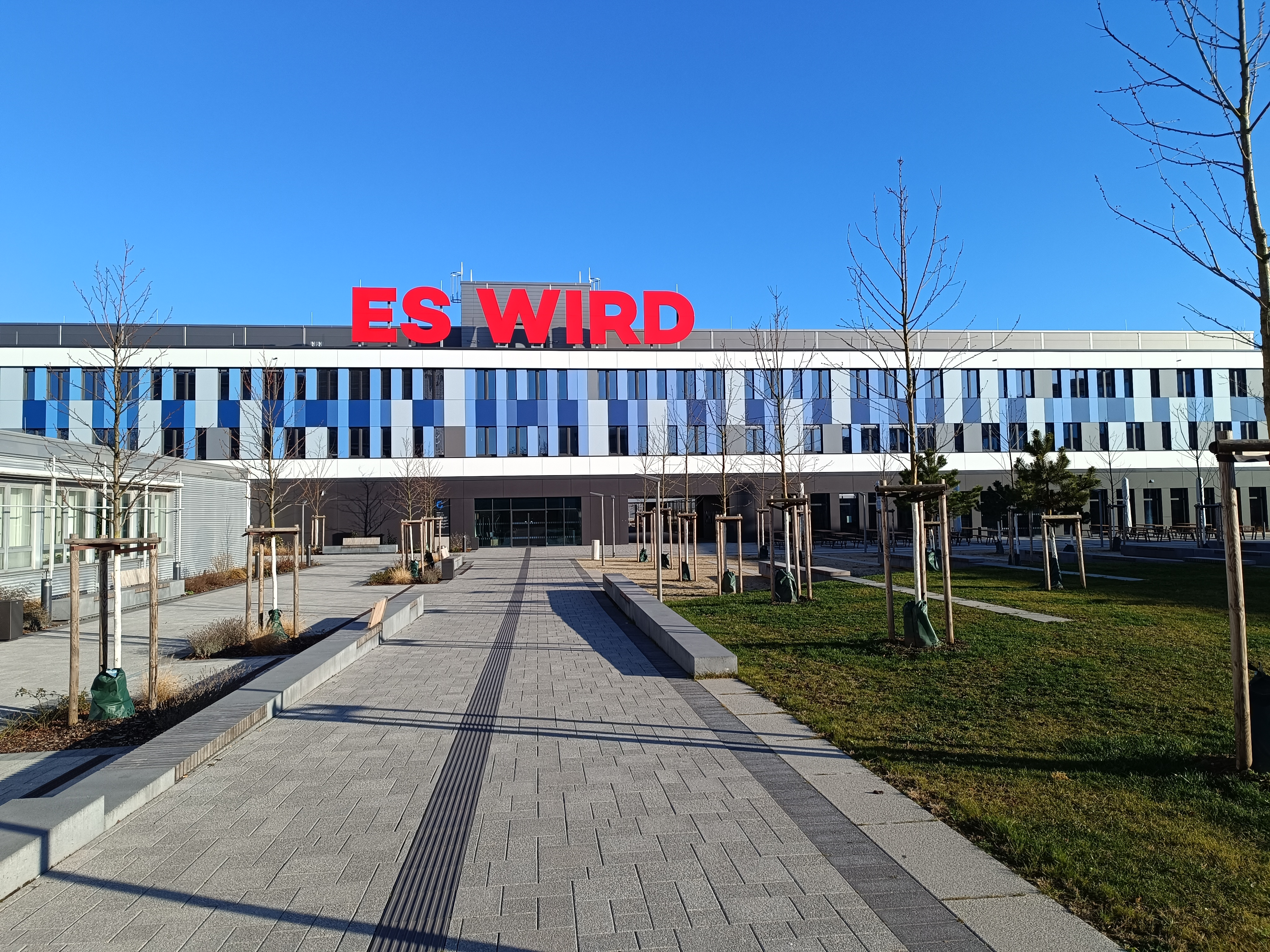
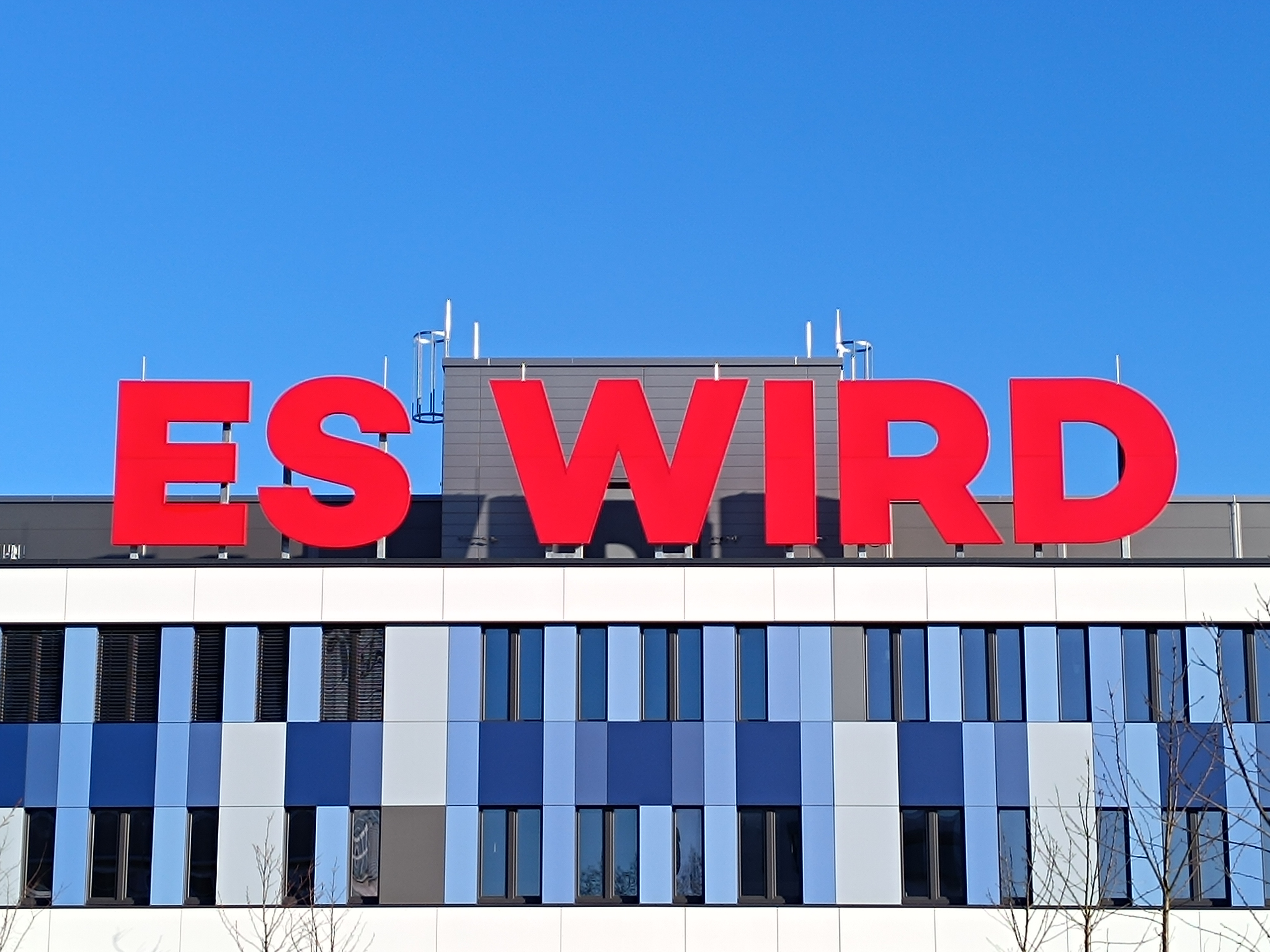
„ES WIRD“
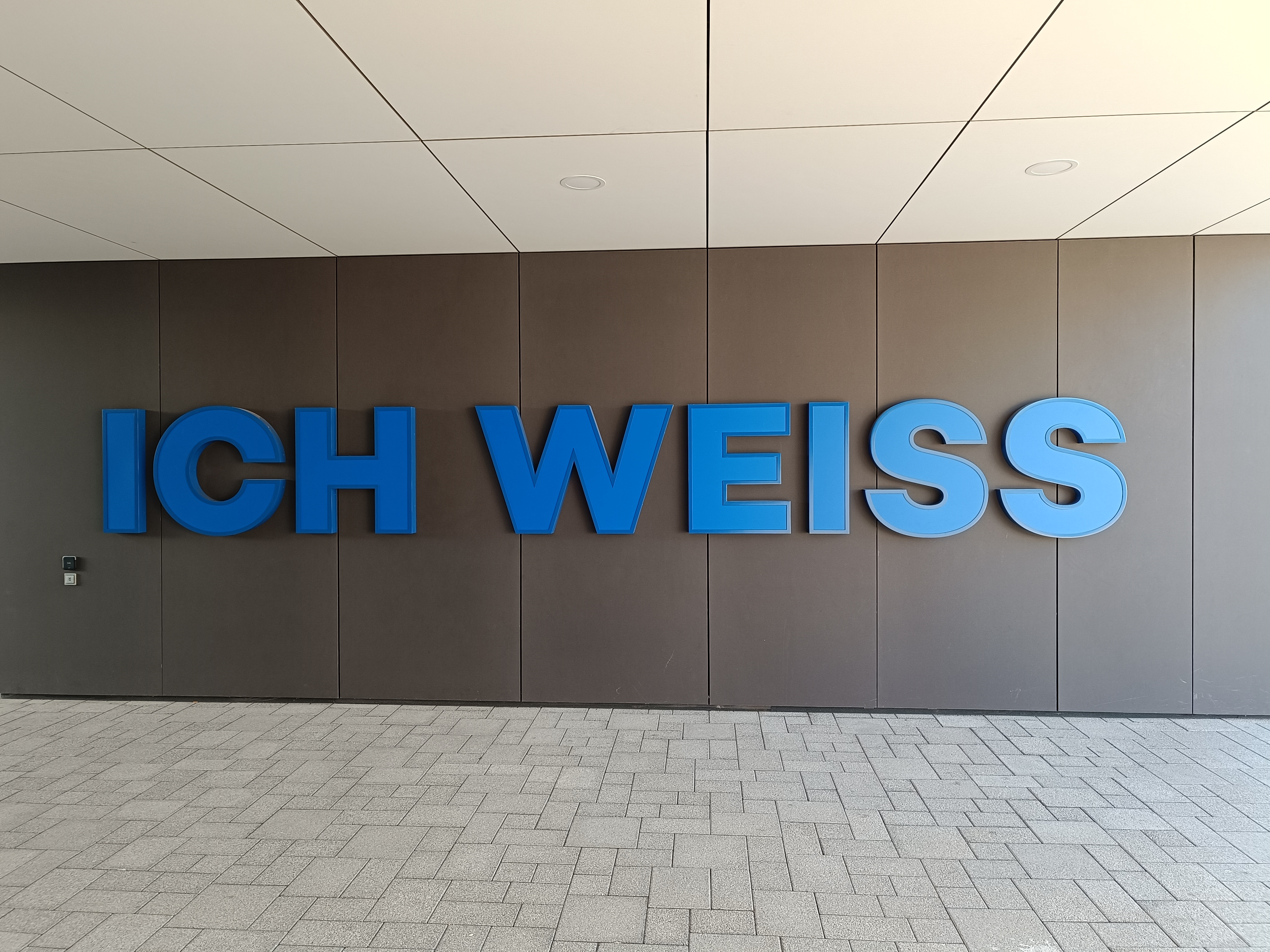
„ICH WEISS“
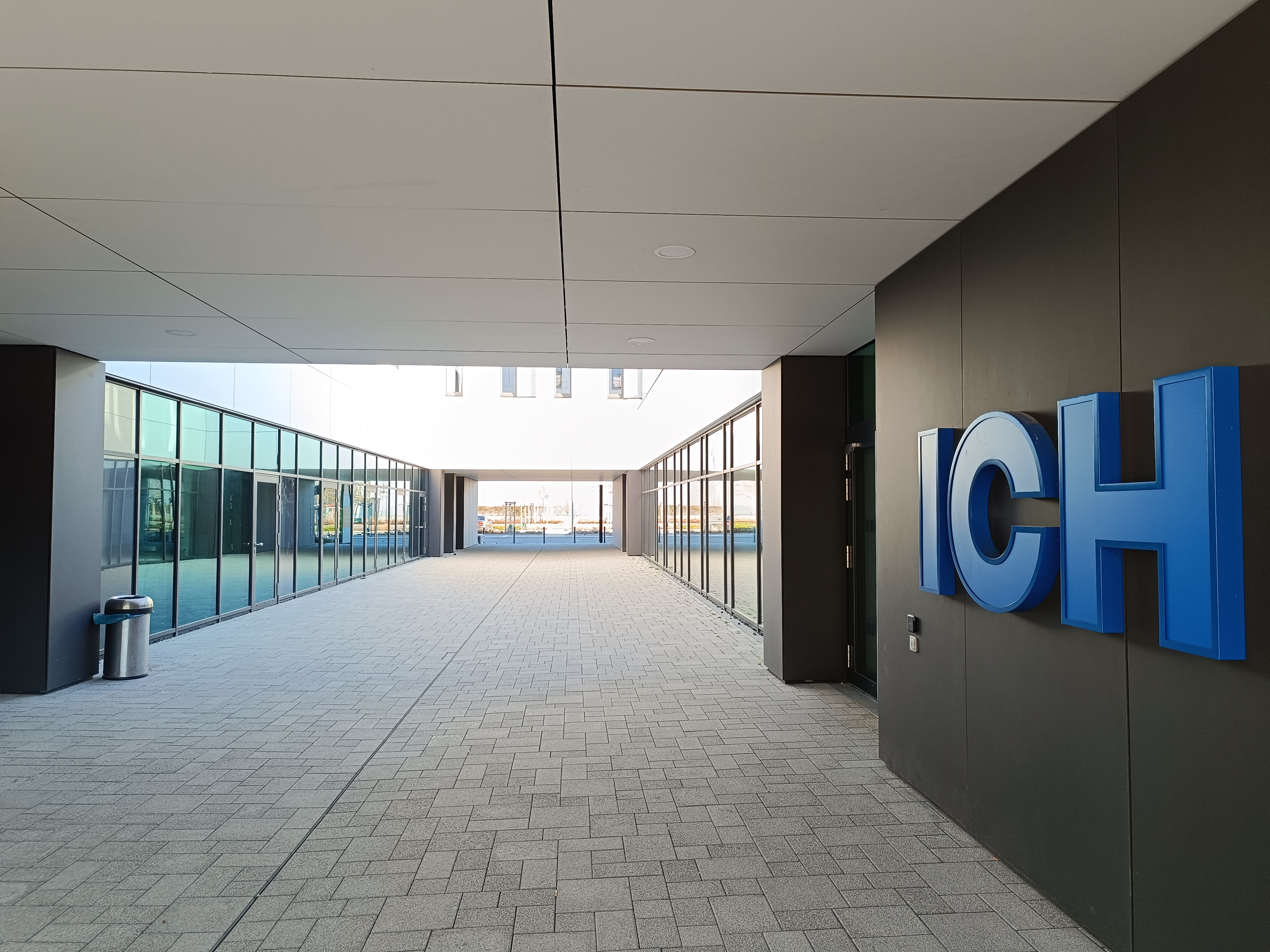

Der mit Adib Fricke geschaffene Entwurf gewann den Kunst-am-Bau-Wettbewerb für den Neubau.
Die Arbeit war inspiriert von dem Hauptwerk „Das Prinzip Hoffnung“ des in Ludwigshafen geborenen Philosophen Ernst Bloch und besteht aus zwei Kurzsätzen: „ES WIRD“ und „ICH WEISS“, eine Ermunterung zu Hoffnung und Sehnsucht, zu Optimismus und Freiheit.

## Lehre und Forschung

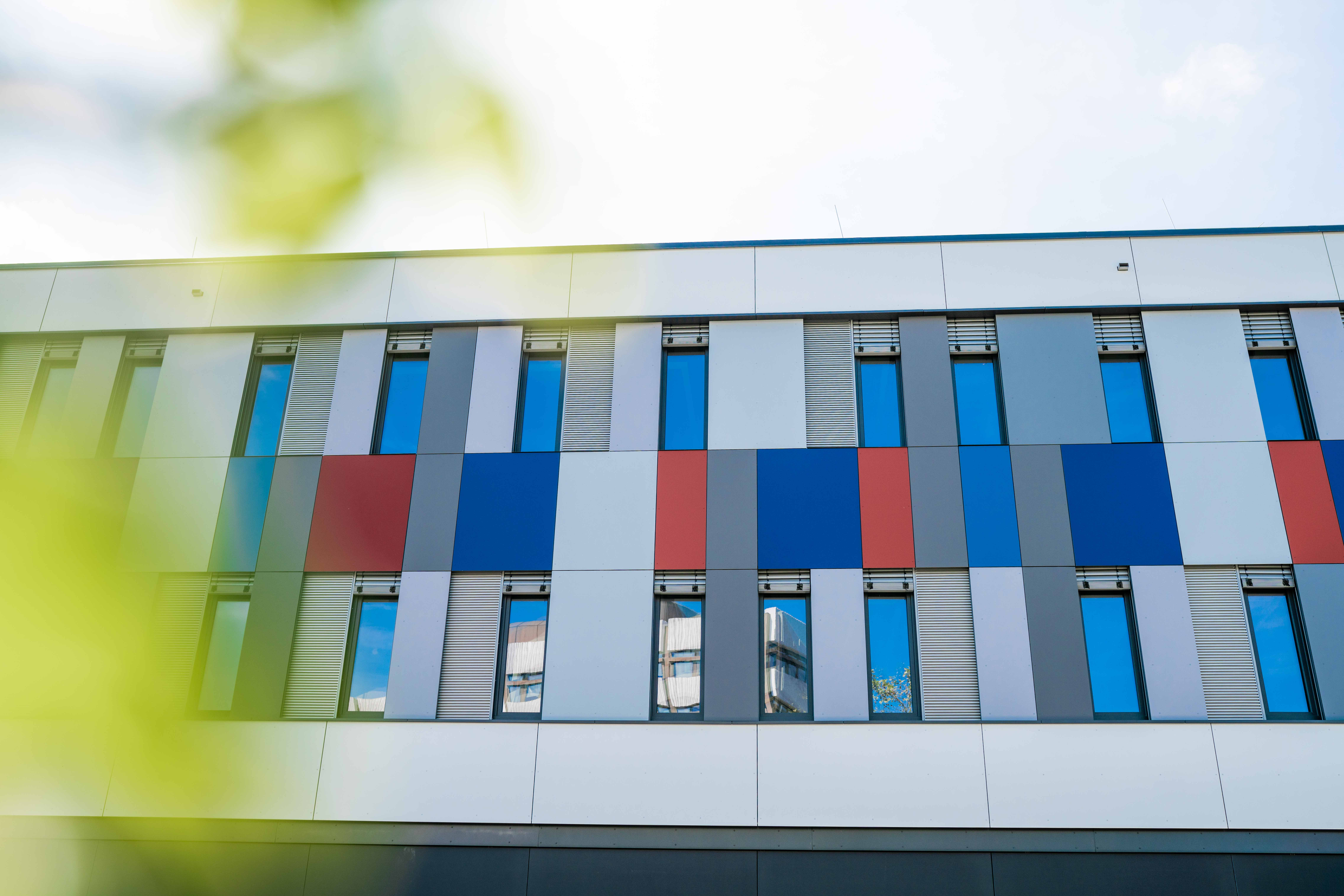
Neubau der HWG LU, eröffnet im März 2024

### Zentrale Einrichtungen
- Die Hochschulbibliothek ist weitestgehend als Freihandbibliothek konzipiert und verteilt sich auf zwei Standorte:

1. Zentralbibliothek am Campus Ernst-Boehe-Straße
2. Bibliothek im Ostasieninstitut an der Rheinpromenade

- Das Kompetenz- und Supportcenter E-Learning unterstützt Lernende und Lehrende in Fragen des e-learnings.
- Die Stabsstelle Studium und Lehre ist Ansprechpartnerin für Lehrende, Verwaltung und Studierende.
- Das StudierendenServiceCenter (SSC) unterstützt Studierende sowohl während der Bewerbungs- und Einschreibungsphase als auch zu allen Themen rund um die Verwaltung des Studiums bis zum Studienabschluss.

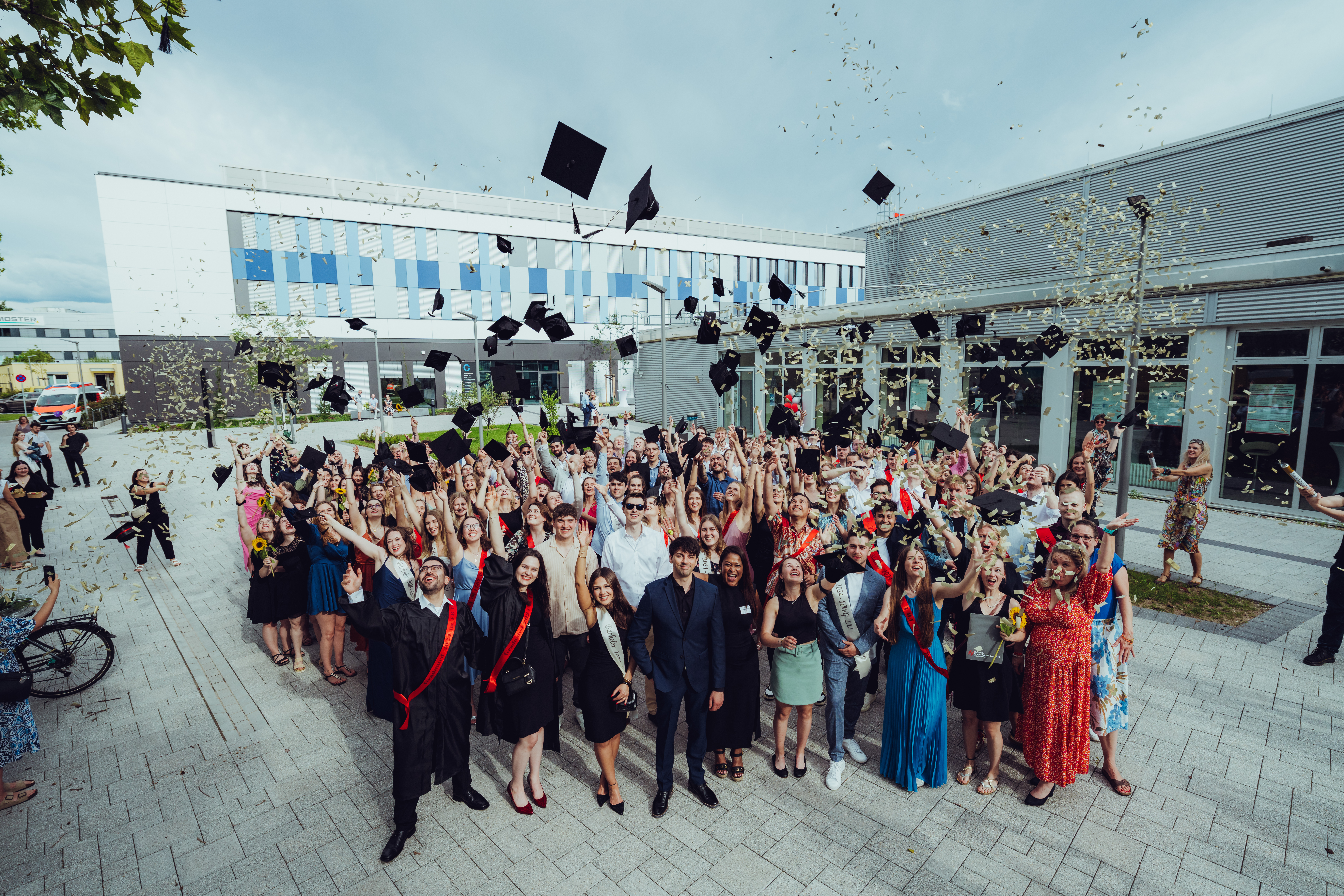
Absolventinnen und Absolventen des Abschlussjahrgangs 2023/24 bei ihrer Jahrgangsfeier im Juli 2024

### Studienangebot
Die Hochschule für Wirtschaft und Gesellschaft Ludwigshafen bietet mehr als 40 Studiengänge in vier Fachbereichen an. Dabei spielen neben den klassischen Vollzeitformaten aktuell bereits berufsbegleitende und duale Angebote im Bachelor- sowie im Masterbereich eine entscheidende Rolle. Inhaltliche Schwerpunkte liege im Bereich der Betriebswirtschaftslehre mit unterschiedlichen Schwerpunkten (z. B. Nachhaltigkeit, Marketing, Personal, Wirtschaftspsychologie, Management, Logistik, Finanzen, IT, Steuerlehre) sowie dem Sozial- und Gesundheitswesen (Gesundheitsökonomie, Hebammenwissenschaft, Pflege, Pflegepädagogik, Soziale Arbeit).
Im renommierten Ostasieninstitut kann außerdem der Bachelorstudiengang International Business Management (East Asia) mit unterschiedlichen regionalen Schwerpunkten studiert werden.  In Kooperation mit dem Weincampus Neustadt a.d.W., einem akademischen Joint Venture aus drei rheinland-pfälzischen Hochschulen, bietet die HWG LU Bachelor- und Masterstudiengänge aus dem Bereich Weinbau und Oenologie an.  Berufsbegleitende MBA- und Master-Studiengänge sowie Weiterbildungen sind in der Graduate School Rhein Neckar, einer gemeinnützigen GmbH, gebündelt.

### Zentrum für Forschung & Kooperation
Das Zentrum für Forschung und Kooperation vereint die Unterstützungsangebote der Themenfelder Forschung, kooperative Promotion, Kooperation und Gründung/Entrepreneurship unter einem Dach. Im Bereich der Forschung hat die Hochschule für Wirtschaft und Gesellschaft Ludwigshafen im Rahmen der Fachhochschulinitiative des Landes Rheinland-Pfalz den Forschungsschwerpunkt Transformationsprozesse in Wirtschaft und Gesellschaft definiert. Am ZFK ist außerdem das Gründungsbüro der Hochschule angesiedelt.

### Wissenschaftliche Einrichtungen
An der Hochschule sind diverse Einrichtungen in Forschung und Transfer aktiv:
- Business Innovation Lab[13]
- Finance-Institut[14]
- Forschungsnetzwerk Gesundheit[15]
- Forschungsstelle für öffentliche und Nonprofit-Unternehmen[16]
- Institut für Beschäftigung und Employability[17]
- Institut für internationale Managementstudien[18]
- Institut für Logistik[19]
- Institut für Management und Innovation[20]
- Institut für Management, Ökonomie und Versorgung im Gesundheitsbereich
- Institut für Wirtschaftsinformatik[21]
- Ostasieninstitut[22]
- Transatlantik-Institut[23]

Zusätzlich stehen die Forschenden für Fragestellungen des Wissenstransfers zur Verfügung, bei denen auf Kooperationsformen zwischen angewandter Wissenschaft und Praxis zurückgegriffen wird. Das Spektrum reicht von praxisbezogenen Bachelor- und Masterarbeiten bis hin zu komplexen Drittmittelprojekten in Forschung und Entwicklung. Eigens zu diesem Zweck wurde im Jahr 2010 das Transferbüro der Hochschule gegründet.

## Persönlichkeiten an der Hochschule für Wirtschaft und Gesellschaft Ludwigshafen
| - seit 15. März 2022 Gunther Piller - 2010–2022 Peter Mudra - 2009–2010 Hans-Ulrich Dallmann - 2008–2009 Wolfgang Anders Fachhochschule für Wirtschaft Ludwigshafen/Rhein: - 1992–2008 Wolfgang Anders - 1965–? Bernd Braun (Diplom-Handelslehrer) Evangelische Fachhochschule Ludwigshafen/Rhein: - 2004–2008 Jürgen Mangold - 1987–2003 Dieter Wittmann - 1983–1987 Kurt Witterstätter - 1973–1983 Hanspeter Damian Hauptamtliche Professoren → Kategorie:Hochschullehrer (Ludwigshafen am Rhein) Neben hauptamtlichen Professoren lehren oder lehrten an der Hochschule für Wirtschaft und Gesellschaft Ludwigshafen sowie deren Vorgängerinstitutionen weitere namhafte Persönlichkeiten: - Johannes Hucke - Siegfried Englert - Klaus Kufeld - Hans Georg Lößl - Werner Müller - Horst-Joachim Rahn - Jörg-Meinhard Rudolph - Gerhard Schmidt - Barbara Schmitt-Englert - Manuel Vermeer - Peter Wetzler | - Mario Brandenburg - Elena Herzenberg - Ricarda Lobe - Lisa Nippgen - Mark von Seydlitz - Hans-Dieter Schlimmer - Marion Schneid - Christoph Spies - Oliver Upmann - Torsten Haß - Christine Liew - Anke Simon |